# Lyrik/Prosa/Märchenpreis AKUT
Der Lyrik/Prosa/Märchenpreis AKUT ist ein österreichischer Literaturpreis.
Ziel des von der Gemeinde Alberndorf in der Riedmark gemeinsam mit der Linzer Kulturvereinigung Freunde zeitgenössischer Dichtung vergebenen Preises ist die Förderung zeitgenössischer Autoren, die Lyrik, Prosa und eigene Märchen in deutscher Sprache schreiben.
Die Teilnahme ist auf Autoren mit Wohnsitz in Oberösterreich beschränkt. Es können auch Texte in oberösterreichischer Mundart eingereicht werden. Der seit 2007 jährlich verliehene Preis ist mit  2000 Euro dotiert.

## Regularien, Jury, Preise
Angenommen werden unveröffentlichte Texte, deren Umfang mit maximal drei DIN A4-Seiten für Prosa- und Märchen-Texte sowie auf höchstens sechs Gedichte begrenzt ist. Lyrik, Prosa und Märchen eines Autors dürfen zusammen den Umfang von insgesamt vier DIN A4-Seiten nicht überschreiten. Der Preis wird in den Kategorien „Lyrik und Prosa“ sowie „Märchen“ vergeben.
Die eingereichten Arbeiten werden von einer international besetzten Jury bewertet, die für jede der beiden Kategorien jeweils den Gewinner und zwei weitere Preisträger auswählt. Der wechselnden Jury gehören jeweils mehrere Schriftsteller und Germanisten an. Im Jahr 2010 setzte sich die Jury für den „AKUT 10“ aus folgenden Personen zusammen:
- Constanze John, Schriftstellerin und Publizistin, Leipzig, Deutschland
- Michael Meinicke, Schriftsteller, Wabern, Deutschland
- Kathrin Mayr, Germanistin und Autorin, Laatsch, Südtirol/Italien
- Isabell Gemende, Lektorat Verlag Freya, Linz

Die Preisverleihung erfolgt im Rahmen einer öffentlichen Veranstaltung während der seit 2003 jährlich im Sommer stattfindenden Alberndorfer Kulturtage („AKUT“), bei der die Preisträger ihre Texte öffentlich präsentieren können. Als Preise werden je Kategorie für den 1. Preis 500 Euro vergeben, sowie für den 2. Preis 300 Euro und für den 3. Preis 200 Euro. Zusätzlich werden teils auch Sonderpreise sowie Anerkennungsurkunden für ansprechende Beiträge gemäß Entscheidung der Jury vergeben.
Die besten Beiträge werden in einer Anthologie veröffentlicht. Bislang sind drei solcher Anthologien erschienen, die jeweils im Linzer Verlag Freya herauskamen. Während die erste Anthologie Texte von 15 Verfassern enthielt, sind im dritten Teil der Buchreihe insgesamt 78 Autoren vertreten.
Der Alberndorfer Prosa/Lyrik/Märchenpreis AKUT trägt mit zur Förderung der zeitgenössischen Mundartdichtung und -prosa („Neue Mundart“) im österreichischen Bundesland Oberösterreich bei und gehört zu den wenigen Preisen dieser Art. Über den Literaturpreis und die „vielfältigen literarischen Beiträge[…] oberösterreichischer Autoren“ wird regelmäßig bundeslandweit in den Medien berichtet.

## Preisträger

### 2007 („AKUT 07“)
- Kategorie Lyrik/Prosa: ?
- Kategorie Märchen: ?

### 2008 („AKUT 08“)
- Kategorie Lyrik/Prosa:  1. Johanna Reinthaler[1]
- Sonderpreis Lyrik: Werner Stangl
- Kategorie Märchen: ?

### 2009 („AKUT 09“)
- Kategorie Lyrik/Prosa:  1. Werner Stangl, 3.  Hermann Knapp
- Sonderpreis Lyrik: Martina Sens
- Kategorie Märchen: 1.  Lydia Neunhäuserer[8]

### 2010 („AKUT 10“)
- Kategorie Lyrik/Prosa: 2. Werner Stangl
- Kategorie Märchen:  1. Claudia Edermayer

### 2011 („AKUT 11“)
- Kategorie Prosa:  1. Hermann Knapp (Schuld und Sühne 2068)
- Kategorie Prosa: 2. Engelbert Lasinger (Das hat mir gerade noch gefehlt.)
- Kategorie Prosa: 3. Margit Heibl (Im Naturpark oder doch auf der ganzen Erde)
- Kategorie Lyrik:  1.
- Kategorie Lyrik: 2.
- Kategorie Lyrik: 3. Werner Stangl (Jahreszeiten)
- Kategorie Märchen:  1. Christine Todter (Wolfsfrau)
- Kategorie Märchen: 2. Margarete Bachinger (Die Nixe und das Menschenkind)
- Kategorie Märchen: 3. Claudia Edermayer (Die List des Zauberers)
- Kategorie Kinder Sonderpreis Sarah Neunhäuser (Die guten Beeren, Herbst, Ein Hase, Daheim, Was Sterne in weiter Ferne so machen mit ihren Sachen)
- Kategorie Kinder Sonderpreis Jakob Neunhäuser (Der schreibende Fisch)
- Kategorie Kinder Sonderpreis Bettina Ziegler (Endlich Ferienende)
- Kategorie Kinder Sonderpreis Elena Huemer (Oh Handy!)
- Kategorie Kinder Sonderpreis Sandra Ziegler (Unser Klassenzimmer erwacht um Mitternacht)
- Kategorie Sonderpreis Freunde zeitgenössischer Dichtung Manfred Schrempf (Das Glühwürmchenmanifest)
- Kategorie Sonderpreis Freunde zeitgenössischer Dichtung Dominika Meindl (In Echt ist keine Frau dick)
- Kategorie Sonderpreis Freunde zeitgenössischer Dichtung Hans Dieter Mairinger (Auf der Treppe)
- Sonderpreis Freunde zeitgenössischer Dichtung Lyrik: Petra Waibel (Inzest)

### 2012 („AKUT 12“)
- Kategorie Prosa:  1. Elisabeth Seiberl (Das Dorf an der Grenze)
- Kategorie Prosa: 2. Thomas Buchner (In Sicherheit)
- Kategorie Prosa: 3. Christian Wiesinger (Der lange Satz, Man braucht in diesem Land kein großer Prophet sein...)
- Kategorie Prosa: 4. Ulrike Hinterkörner (Heimat)
- Kategorie Prosa: 5. Eva Maria Bichl (Tempelhüpfen)
- Kategorie Lyrik:  1. Hans Dieter Mairinger (Dunkle Fahnen, Angst, Ohne Botschaft, Große Kreise, Mit der Seele)
- Kategorie Lyrik: 2. Veronika Sparber (Herzenswärme, Geschehen lassen, Licht, Liebende, Heimkommen, Das Geschenk einer Nacht)
- Kategorie Lyrik: 3. Therie Enn (Sommerwüste, Froschkönig-Metamorphosen)
- Kategorie Lyrik: 4. Magdalena Ecker (Narrenfeuer und Totenlicht)
- Kategorie Lyrik: 5. Wilhelm Otto Fischer (S’Bacherl)
- Kategorie Märchen:  1. Petra Waibel (Frau Bertas ganz persönlicher Frühling)
- Kategorie Märchen: 2. Monika Steininger (Brunnenland)
- Kategorie Märchen: 3. Margit Heibl (Das Haus)
- Kategorie Märchen: 4. Silvia Moser (Die Maid im Stachelkleid)
- Kategorie Märchen: 5. Manfred Kaufmann (Die Erlösung)
- Kategorie Kinder Sonderpreis  1. Jana Waibel (Ich rette diese Welt)
- Kategorie Kinder Sonderpreis Beatrice Nußbaumer (Die Geister-Tür)
- Kategorie Kinder Sonderpreis Jakob Neunhäuser (Der überlistete Wolf)
- Kategorie Kinder Sonderpreis Sarah Neunhäuser (Eulenspiegel als Jagdgehilfe)
- Kategorie Kinder Sonderpreis Zoe Mira Tragler (Eine Pferdegeschichte)
- Kategorie Kinder Sonderpreis Lyrik Lieselotte Höfler (Was passiert mit meiner Seele, Sonnenfunken)
- Kategorie Sonderpreis Freunde zeitgenössischer Dichtung Werner Stangl (Der alte Rabe und die Vogelscheuche)
- Kategorie Sonderpreis Freunde zeitgenössischer Dichtung Ilse Kiener (Wie sah er aus?)
- Kategorie Sonderpreis Freunde zeitgenössischer Dichtung Lyrik Peter Hauger (Es ist Zeit, Aus den Zwängen, Ego ist, In der Sonne, Lass die Hände sprechen)
- Kategorie Preis der Gemeinde Alberndorf  1. Alfred Ziermayer (Der Traum des Obers Paul)
- Kategorie Preis der Gemeinde Alberndorf 2. Judith Rachbauer (Kannst du überhaupt noch lieben? - Eine kleine Reise durch den Annoncen-Dschungel)
- Kategorie Preis der Gemeinde Alberndorf 3. Andrea Walden (Weltenraum)

### 2013 („Akut 13“)
- Kategorie Prosa: 1. Josef Zweimüller (Heidi und die Stahlplatte), 2. Monika Steininger (Sinnsuche), 3. Thomas Reichl (This house alive)
- Kategorie Lyrik: 1. Eva Heimböck (Abschied, Frequenzänderung, Komma Gespräche), 2. Franz Hagenberger (Alraunen, Spätes Lied, Kirmes), 3. Magdalena Ecker (Silberstreif, Frühlingswelt)
- Kategorie Märchen: 1. Barbara Schinko (Die Herrgottslaterne), 2. Irene Gruber (Prinzessin Kussmund), 3. Hermann Knapp (Der Märchenprinz)
- Kategorie Sonderpreis Freunde zeitgenössischer Dichtung Lyrik: Maria Bichl (Ostuferweg-Hallstatt, Schlaflied, Dein Grab, ohne worte), Johann Kaiser (Die guatn Haslnüss, Da Papagei), Eva Rosenauer (Cyber Princess)
- Kategorie Jugendliche Sonderpreis: Carina Reikersdorfer (Allein und Der alte Mann)
- Kategorie Kinder Sonderpreis: Jana Waibel (Frühling, Sommer, Herbst und Winter), Zoe Mira Tragler (Daydream), Tobias Steininger (Das Land der Schätze)

### 2024  („Akut 24“)
- Kategorie Jugendliche Sonderpreis: Katharina Aichinger (Der Bussard)

## Publikationen (Auswahl)
- Welf Ortbauer (Hrsg.): Alberndorfer Anthologie Nr. 3. Verlag Freya, Linz 2010, ISBN 978-3-9902501-4-3.  (Gesammelte Werke von den Teilnehmern des Literaturwettbewerbs Lyrik/Prosa/Märchenpreis „AKUT 09“.)
- Alberndorfer Anthologie Nr. 2. Verlag Freya, Linz 2009 (= Reihe treff.text), ISBN 978-3-902540-78-2.  (Gesammelte Werke von den Teilnehmern des Literaturwettbewerbs Lyrik/Prosa/Märchenpreis „AKUT 08“.)